# Trou-Bonbon
Trou-Bonbon este o comună din arondismentul Jérémie, departamentul Grand'Anse, Haiti, cu o suprafață de 31,88 km2 și o populație de 7.830 locuitori (2009).